# Westamerikanische Maulwürfe
Die Westamerikanischen Maulwürfe (Scapanus) sind eine Säugetiergattung aus der Familie der Maulwürfe (Talpidae). Die fünf Arten dieser Gattung leben im westlichen Nordamerika etwa in dem Bereich vom südwestlichen British Columbia entlang der US-amerikanischen Pazifikküste bis in das nordwestliche Baja California. Es handelt sich durchweg um grabende Vertreter der Maulwürfe. Sie sind an diese Lebensweise mit einem walzenförmigen Körper, kurzen Hals und grabschaufelartigen Vordergliedmaßen angepasst. Der Schwanz ist kurz, übertrifft aber in seiner Länge vergleichsweise den der Eurasischen Maulwürfe. Die Fellfärbung zeigt sich zumeist schwarz bis schwarzbraun. Die Tiere bewohnen sowohl offene als auch geschlossene Landschaften und legen komplexe unterirdische Tunnel- und Gangsysteme an. Die Nahrung besteht überwiegend aus Regenwürmern und Insekten, teilweise auch aus Pflanzen. Der Nachwuchs kommt einmal jährlich zur Welt. Über Maulwürfe im westlichen Nordamerika wurde bereits Anfang des 19. Jahrhunderts berichtet. Die wissenschaftliche Einführung der Gattung datiert in das Jahr 1848. Fossil traten die Westamerikanischen Maulwürfe bereits im beginnenden Oberen Miozän vor rund 13 Millionen Jahren auf. Innerhalb der Gattung entstanden mehrere Entwicklungslinien. Der Bestand der heutigen Arten gilt als nicht gefährdet.

## Merkmale

### Habitus

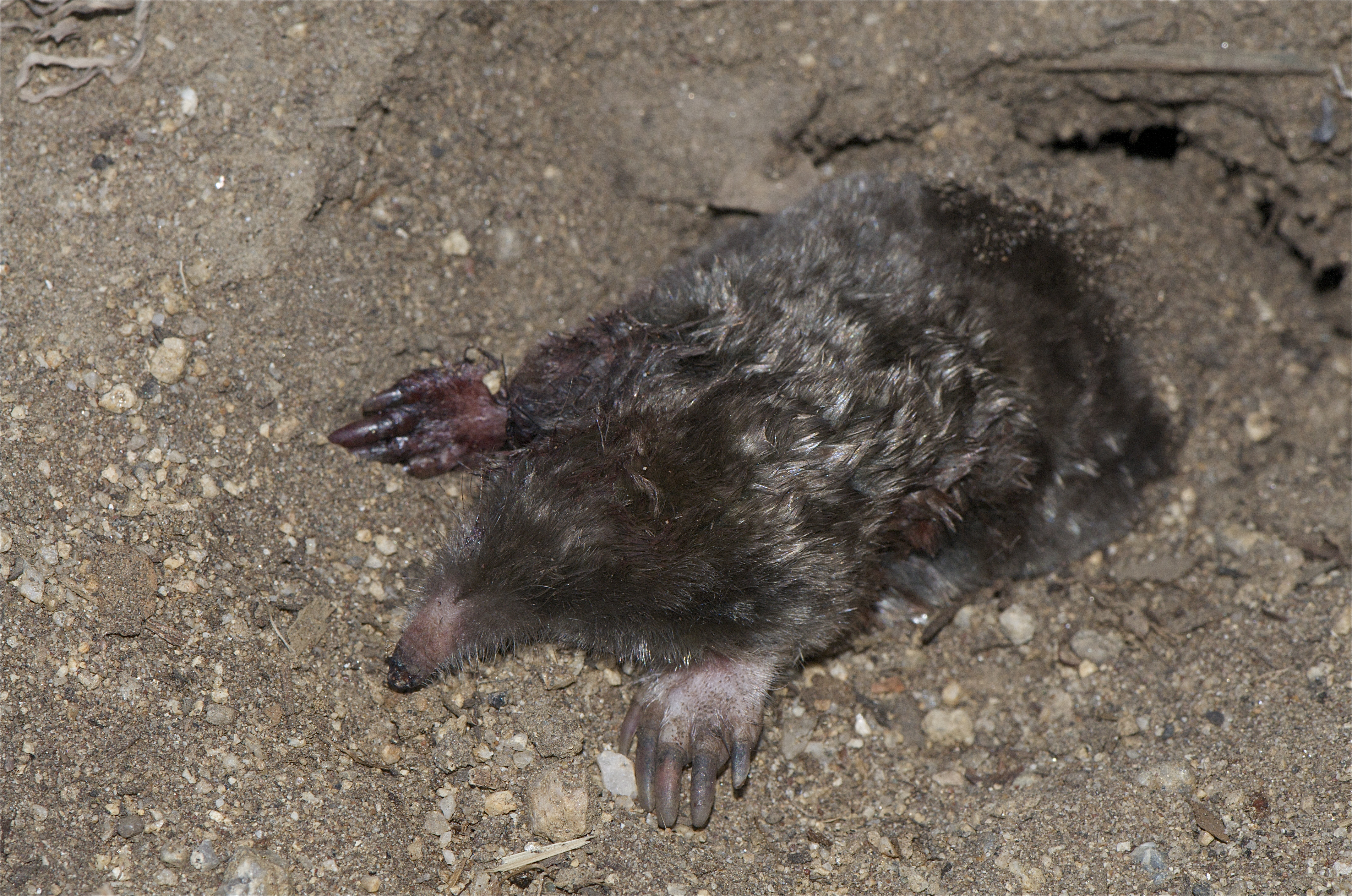
Townsend-Maulwurf (Scapanus townsendii)

Die Westamerikanischen Maulwürfe sind mittelgroße bis große Vertreter der Maulwürfe. Die kleinste Form, der Baja-California-Maulwurf (Scapanis anthonyi), erreicht eine Kopf-Rumpf-Länge von 11,0 bis 11,4 cm, eine Schwanzlänge von 2,1 bis 2,5 cm und ein Gewicht von 30 bis 35 g. Der Townsend-Maulwurf (Scapanus townsendii) als größter Angehöriger hingegen weist eine Körperlänge von 16,1 bis 18,6 cm, eine Schwanzlänge von 3,4 bis 5,1 cm und ein Gewicht von 64 bis 171 g auf. In ihrer Größenvariation sind die Tiere mit den Eurasischen Maulwürfen (Talpa) vergleichbar. Bei allen Arten besteht ein ausgesprochener Geschlechtsdimorphismus mit größeren männlichen gegenüber weiblichen Individuen. Äußerlich ähneln die Westamerikanischen Maulwürfe den anderen grabenden Maulwürfen mit einem dementsprechend angepassten Körperbau. Dadurch ist der Rumpf walzenförmig gestaltet, der Hals kurz und die Vordergliedmaßen sind zu Grabwerkzeugen umgebildet. Letztere tragen breite, kräftige Krallen, die der Hinterfüße zeigen sich hingegen deutlich schmaler. Die Tiere haben eine lang ausgezogen und vorn spitz zulaufende Schnauze, sie ist aber kürzer als beim Ostamerikanischen Maulwurf (Scalopus). In der Regel ist die Spitze bis zu den Nasenlöchern nackt. Die Nasenlöcher zeigen aufwärts und bestehen aus sichelmondartigen Schlitzen. Die Augen sind klein, aber sichtbar, Ohrmuscheln lassen sich nicht erkennen. Das weiche, seidige Fell ist meist schwarzbraun oder schwarz gefärbt, es gibt aber auch einige Individuen mit Farbanomalien. Der Schwanz ist kurz, fleischig sowie an der Bais nur wenig eingezogen. Hier treten zumeist nur wenige, grobe Haare auf. Typisch für die Neuweltmaulwürfe (Scalopinia) und abweichend von den meisten Vertretern der Eigentlichen Maulwürfe (Talpini) übertrifft seine Länge immer die des Hinterfußes. Vorder- und Hinterfüße sind ebenfalls spärlich behaart. Weibchen weisen vier Paare an Zitzen auf, von denen sich zwei im Brust- und je eines im Bauch- und Lendenbereich befindet.

### Schädel- und Gebissmerkmale
Der Schädel ähnelt dem anderer grabender Maulwürfe. Er ist konisch zugespitzt und am Hirnschädel relativ breit. Der Augenbereich zieht nur schwach ein. Die Stirnlinie verläuft weitgehend gerade und ohne starken Abfall. Teilweise sind die Stirnhöhlen aber etwas geschwollen. Das Rostrum ist moderat lang, der Mittelkieferknochen ragt über das Nasenbein hinaus. Die Nasenöffnungen sind nach vorn gerichtet. Das Foramen infraorbitale ist klein, aber größer als beim Ostamerikanischen Maulwurf. Die Jochbögen sind vollständig, ebenso die Paukenblasen an der Schädelbasis, die aber gedrückt erscheinen. Die Warzenfortsätze zeigen sich kräftig, ragen jedoch nicht auffallend hervor. Der Gaumen ist etwas gestreckt und endet kurz hinter dem letzten Mahlzahn. Am Unterkiefer ist der horizontale Knochenkörper moderat kräftig, im vorderen Bereich verläuft er gerade im hinteren etwas aufwärts geschwungen. Der Kronenfortsatz erhebt sich leicht gestreckt nahezu in Linie mit dem horizontalen Knochenkörper. Der Winkelfortsatz ist massig ausgebildet.
Das Gebiss besteht bei den meisten Arten aus 44 Zähnen, lediglich beim Baja-California-Maulwurf ist es durch den Verlust einzelner Prämolaren auf 36 bis 40 Zähne reduziert. Die Zahnformel wird allerdings in der Regel mit {\displaystyle {\frac {3.1.4.3}{3.1.4.3}}} angegeben. Typisch für die Neuweltmaulwürfe ist der vorderste obere Schneidezahn vergrößert und übertrifft den Eckzahn deutlich, während in der unteren Zahnreihe der zweite Schneidezahn eine leichte Hypertrophie aufweist. Die vorderen Zähen der oberen und unteren Zahnreihe bis zum jeweils dritten Prämolaren sind gleich aufgebaut und verfügen über nur eine Spitze (unicuspid), darüber hinaus sind die Vormahlzähne einwurzelig. Der nachfolgende letzte Prämolar nimmt auffallend an Größe zu und besitzt mehrere Höckerchen. Ebenso die Molaren, deren Haupthöcker in der oberen Zahnreihe W-förmig (dilambdodont) angeordnet sind. Sie zeigen sich im Querschnitt außerdem gleichfalls W-förmig, während die Mahlzähne im Unterkiefer hier eine M-förmige Gestalt haben. Der jeweils dritte Molar ist verkleinert. Übereinstimmend mit anderen Neuweltmaulwürfen und im Gegensatz zu den Eigentlichen Maulwürfen ist ein Zahnwechsel vom Milch- zum Dauergebiss ausgebildet.

### Eimersches Organ
Entsprechend den Eurasischen Maulwürfen treten auch bei den Westamerikanischen Maulwürfen als stark an das unterirdische Leben angepasste Tiere auffällige buckelartige Erhebungen auf der unbehaarten Nase auf. Die Buckel oder Papillen stellen Rezeptoren dar, die jeweils Nervenenden beherbergen. Das dadurch entstehende feinfühlige Tastwerkzeug wird als Eimersches Organ bezeichnet. Bei den Westamerikanischen Maulwürfen verteilen sich die Buckel auf sechs unterschiedliche Areale, die mehr oder weniger sternenförmig um die Nasenlöcher angeordnet sind. Sie erheben sich beim Pazifischen Maulwurf (Scapanus orarius) und beim Townsend-Maulwurf leicht über die Nase und sind unabhängig voneinander bewegbar. Funktional ähneln sie dadurch den fingerförmigen Hautanhängen beim Sternmull (Condylura), ohne jedoch deren Komplexität zu erreichen. Beim Kalifornischen Maulwurf (Scapanus latimanus) ist die Struktur etwas einfacher gestaltet. Die Anzahl der Aufwölbungen beim Townsend-Maulwurf beträgt 2470.

### Genetische Merkmale
Alle Arten der Westamerikanischen Maulwürfe haben einen diploiden Chromosomensatz von 2n = 34. Die Form der Autosomen ist nur beim Kalifornischen Maulwurf (Scapanus latimanus) genauer bekannt, bei dem 16 zweiarmige Paare vorkommen mit einer fundamentalen Anzahl (Anzahl der Autosomenarme) von 60. Der Chromosomensatz 2n = 34 tritt auch bei anderen Neuweltmaulwürfen auf und ist zudem für einige Vertreter der Eigentlichen Maulwürfe und anderer Linien innerhalb der Familie belegt. Wahrscheinlich handelt es sich hierbei um den ursprünglichen Aufbau des Chromosomensatzes bei den Maulwürfen.

## Verbreitung und Lebensraum
Das Verbreitungsgebiet der Westamerikanischen Maulwürfe erstreckt sich entlang der Pazifikküste Nordamerikas vom südlichen British Columbia bis in das nördliche Niederkalifornien. Ostwärts erreicht es im Landesinneren Idaho. Der Townsend-Maulwurf und der Pazifische Maulwurf sind dabei im nördlicheren Teil zu finden, der Kalifornische Maulwurf, der Baja-California-Maulwurf und Scapanus occultus im südlicheren. Die Tiere haben sich an eine Vielzahl von Lebensräumen angepasst, die sowohl Wälder als auch offenes Grasland sowie Wiesen und Weiden einschließen. Im südlichen Teil des Vorkommens treten sie zusätzlich in halbwüstenartigen Landschaften auf. Einzelne Populationen sind des Weiteren auf vorgelagerten Inseln zu finden. Die Höhenverbreitung reicht vom Meeresspiegelniveau bis in höhere Gebirgslagen um 3000 m.

## Lebensweise

### Territorialverhalten
Über die Lebensweise der Westamerikanischen Maulwürfe liegen nur punktuell Untersuchungen vor. Wie alle Neuweltmaulwürfe sind sie unterirdisch aktiv und errichten Gangsysteme unter der Erde. Die Tunnel und Gänge bilden ein komplexes System. In der Regel verlaufen sie in mehreren Ebenen. Oberflächennahe Gänge dienen zumeist der Nahrungssuche, tiefere stellen Verbindungsgänge dar. In den tieferen Ebenen befinden sich auch Kammern mit gepolsterten Nestern, sie fungieren als Ruheplatz. Das Aushubmaterial wird an die Oberfläche gebracht und dort als Hügel aufgeschichtet (Maulwurfshügel). Die Tiere verhalten sich strikt territorial, wobei jedes ein eigenes Revier beansprucht. Männliche und weibliche Individuen kommen nur während der Paarungszeit zusammen. Außerdem sind sie relativ ortstreu, größere Wanderungen unternehmen in der Regel nur Jungtiere, die das mütterliche Nest verlassen. Aufgelassene Gangsysteme können aber sehr schnell wieder besiedelt werden.

### Ernährung
Die Nahrung der Westamerikanischen Maulwürfe besteht aus Regenwürmern und Insekten. Letztere umfassen häufig ein weites Spektrum und können sowohl Jung- als auch Altstadien einschließen. Gelegentlich werden zusätzlich pflanzliche Materialien verzehrt. Informationen zu den Nahrungskomponenten erbrachten Untersuchungen von Mageninhalten des Townsend-Maulwurfs und des Pazifischen Maulwurfs. Beim Kalifornischen Maulwurf wurden zudem größere Anteile an Weichtieren gefunden. In der Regel suchen die Westamerikanischen Maulwürfe die Nahrung unterirdisch, nur selten kommen sie dafür an die Erdoberfläche. Die täglich konsumierte Nahrungsmenge entspricht einem größeren Teil des eigenen Körpergewichts.

### Fortpflanzung
Die Paarung erfolgt im Winter, der Nachwuchs wird im Frühling geboren. Die genaue Tragzeit ist unbekannt, liegt aber vermutlich zwischen vier und sechs Wochen. Ein Wurf umfasst zwei bis fünf Jungtiere, die nackt zur Welt kommen. Die Aufzucht der Jungen findet in einem mit Pflanzen gepolsterten Nest statt. Der Townsend-Maulwurf schichtet dafür einen speziellen großen Hügel auf. Bei den anderen Westamerikanischen Maulwürfen liegt die Nestkammer innerhalb des Gangsystems. Die Jungen sind nach einem bis zwei Monaten selbständig und verlassen das mütterliche Nest, wofür sie teils längere Strecken an der Erdoberfläche in Kauf nehmen. Mit neun bis zehn Monaten erreichen sie die Geschlechtsreife. Wie die meisten Maulwürfe besitzen auch die Weibchen der Westamerikanischen Maulwürfe eine penisartige Klitoris. Der bei einigen Eurasischen Maulwürfen nachgewiesene Hermaphroditismus in Form von Zwitterdrüsen konnte allerdings bisher nicht dokumentiert werden.

## Systematik
Die Westamerikanischen Maulwürfe sind eine Gattung aus der Familie der Maulwürfe (Talpidae). Sie bilden innerhalb dieser zusammen mit einigen weiteren in Asien und Nordamerika verbreiteten Formen die Tribus der Neuweltmaulwürfe (Scalopini). Die Neuweltmaulwürfe wiederum repräsentieren vergleichbar den Eigentlichen Maulwürfen (Talpini) grabende Angehörige der Familie. Beide Gruppen sind aber nicht unmittelbar verwandt, sondern entwickelten ihre Grabeigenschaften unabhängig. Andere Familienmitglieder wiederum leben nur teilweise unterirdisch, bewegen sich oberirdisch fort oder sind an eine semi-aquatische Lebensweise angepasst. Besondere Kennzeichen der Neuweltmaulwürfe lassen sich mit dem gegenüber den Eigentlichen Maulwürfen deutlich längeren Schwanz, dem stark vergrößerten vorderen oberen Schneidezahn und dem auftretenden Zahnwechsel aufzeigen. Entsprechend den Eigentlichen Maulwürfen verbreitert ein zusätzliches Sesambein vor dem Daumen, der sogenannte Präpollex („Vordaumen“), die Handfläche. Molekulargenetische Untersuchungen verlagern die Abtrennung der Neuweltmaulwürfe von den anderen Triben der Maulwürfe in das Obere Eozän vor rund 39 bis 35 Millionen Jahren. Die Tribus wird allgemein in zwei Entwicklungslinien aufgeteilt: die Parascalopina und die Scalopina. Beide lassen sich anhand der Ausprägung des Metastylids am unteren zweiten Molar differenzieren, das bei den Scalopina fehlt, bei den Parascalopina hingegen vorkommt. Die Aufspaltung in die beiden Linien erfolgte bereits im Unteren Miozän vor 21,4 Millionen Jahren. Die Westamerikanischen Maulwürfe  gehören zu den Scalopina und sind daher mit dem Ostamerikanischen Maulwurf (Scalopus) verwandt. Die Diversifizierung der beiden Gattungen lässt sich bis in das Mittlere Miozän vor gut 14 Millionen Jahren zurückverfolgen. Eine deutliche Auffächerung der Westamerikanischen Maulwürfe setzte im Übergang vom Miozän zum Pliozän vor gut 6 Millionen Jahren ein.
Innerhalb der Westamerikanischen Maulwürfe werden heute fünf Arten unterschieden:
- Baja-California-Maulwurf (Scapanus anthonyi J. A. Allen, 1893); in der Sierra de San Pedro Mártir auf Niederkalifornien
- Kalifornischer Maulwurf (Scapanus latimanus (Bachman, 1841)); vom südwestlichen Oregon bis ins südliche Kalifornien
- Scapanus occultus Grinnell & Swarth, 1912; südliches Kalifornien und nordwestliches Baja California
- Pazifischer Maulwurf (Scapanus orarius True, 1896); vom südlichen British Columbia bis in das nördliche Kalifornien und in das westliche Idaho
- Townsend-Maulwurf (Scapanus townsendii (Bachman, 1839)); vom südlichen British Columbia bis in das nördliche Kalifornien

Es lassen sich zwei Verwandtschaftsgruppen herausarbeiten: einerseits die der nördlicher verbreiteten Formen des Townsend-Maulwurfs und des Pazifischen Maulwurfs (informativ als Scapanus orarius-Gruppe bezeichnet), andererseits die des weiter südlich auftretenden Kalifornischen Maulwurfs (informativ als Scapanus latimanus-Gruppe bezeichnet). Sie unterscheiden sich unter anderem in der Gebissausprägung, da bei ersteren beiden das Trigonid (ein erhöhter Bereich der unteren Mahlzähne mit den Haupthöckern) offen, bei letzterem hingegen geschlossen ist. Der Kalifornische Maulwurf zeigt zudem eine Tendenz zur Reduktion der Zahnanzahl von den nördlichen zu den südlichen Populationen, was häufig mit dem trockener werdenden Klimaten erklärt wird. Der Trend setzt sich beim Baja-California-Maulwurf fort. Dieser galt im Verlauf des 20. Jahrhunderts als Unterart des Kalifornischen Maulwurfs, wurde aber im Jahr 2005 als eigenständig anerkannt. Genetische Analysen aus dem Jahr 2021 bestätigen dies und weisen zusätzlich noch Scapanus occultus als eigenständige Art aus. Letzterer wurde zumeist ebenfalls als Unterart des Kalifornischen Maulwurfs geführt.
Neben den rezenten Arten, sind zusätzlich einzelne fossile benannt worden. Sie bilden wiederum zwei Formengruppen, die auf Untergattungsniveau unterschieden werden. Diese beinhalten neben Scapanus, der unter anderem alle heutigen Vertreter angehören, auch die ausgestorbene Gruppe Xeroscapheus. Sie wird anhand der gestauchteren vorderen Bezahnung und anderer Merkmale wie den kürzeren vorderen Gliedmaßenknochen unterschieden. Sowohl innerhalb von Scapanus als auch von Xeroscapheus besteht eine Tendenz zur Ausbildung hochkroniger Backenzähne. Die kürzeren Gliedmaßenknochen von Xeroscapheus sind als eine im Vergleich zu den heutigen Arten noch stärkere Anpassung an die grabende Lebensweise aufzufassen. Folgende ausgestorbene Arten gelten als zu den Westamerikanischen Maulwürfen gehörig:
- Untergattung Xeroscapheus Hutchison, 1968

- Scapanus proceridens Hutchison, 1968
- Scapanus schultzi Tedford, 1961

- Untergattung Scapanus Pomel, 1848

- Scapanus hagermanensis Hutchison, 1987
- Scapanus malatinus Hutchison, 1987

Die Vertreter von Xeroscapheus repräsentieren stammesgeschichtlich ältere Formen, die aber in ihren gesamten Merkmalserscheinungen mit einer Kombination aus ursprünglichen und entwickelten Charaktereigenschaften wahrscheinlich nicht die direkten Vorläufer der rezenten Westamerikanischen Maulwürfe darstellen, vielmehr bilden sie einen entwickelten Seitenzweig. Innerhalb der Untergattung Scapanus als moderne Artengemeinschaft steht Scapanus malatinus wiederum der Scapanus latimanus-Gruppe nahe, Scapanus hagermanensis der Scapanus orarius-Gruppe.

## Forschungsgeschichte

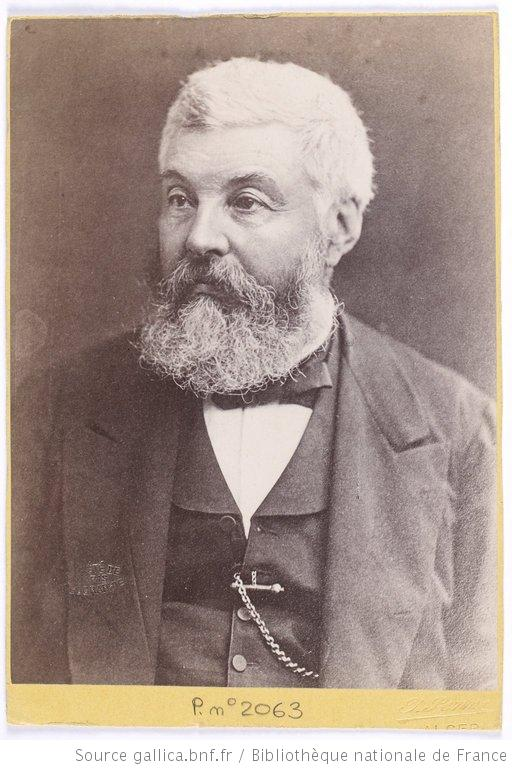
Auguste Pomel

Das Auftreten von Maulwürfen an der nordamerikanischen Westküste wurde bereits von den ersten europäischstämmigen Forschern bemerkt und dokumentiert. So erwähnen die Aufzeichnungen von Meriwether Lewis und William Clark, die beide während einer gemeinsamen Expedition zwischen den Jahren 1804 und 1806 den amerikanischen Westen erkundeten, einen Maulwurf in den Rocky Mountains, der sich von den anderen Maulwürfen aus dem östlichen Teil des Kontinentes unterscheidet. Im Jahr 1829 beschrieb dann John Richardson erstmals einen großen Maulwurf aus dem westlichen Nordamerika, für den er als Verbreitungsgebiet den Columbia River und die angrenzende Pazifikküste angab. Seine Darstellung gibt die Westamerikanischen Maulwürfe relativ gut wieder, er versah sie aber mit der Bezeichnung Scalops canadiensis, welche als synonym zum Ostamerikanischen Maulwurf gilt. Gut zehn Jahre später benannte John Bachman den Townsend-Maulwurf und berief sich dabei zum Teil auf Richardson. Da er seine neue Art Scalops townsendii nannte, behielt er die Tiere vorerst in der Gattung des Ostamerikanischen Maulwurfs, was auch für den von ihm 1841 etablierten Kalifornischen Maulwurf gilt.
Der heute gültige Gattungsname Scapanus wurde im Jahr 1848 von Auguste Pomel eingeführt. Er setzte dadurch Scapanus von Scalopus ab und hob die Position der Nasenlöcher und die vollständige Bezahnung bei den Westamerikanischen Maulwürfen als Unterschiede hervor. Als Nominatform bestimmte er den Townsend-Maulwurf. Die Bezeichnung Scapanus stammt aus dem Griechischen und leitet sich von σκαπάνη (skapane) ab, was ein Grabwerkzeug meint. Sie bezieht sich damit auf die kräftigen Vorderbeine.
Die Gattung wurde im Laufe der Forschungsgeschichte mehrfach revidiert, so im Jahr 1896 durch Frederick W. True, im Jahr 1915 durch Hartley H. T. Jackson und zuletzt 2018 durch Neal Woodman, blieb in ihrem Bestand aber weitgehend gleich. Fossilformen wurden erstmals Anfang der 1960er Jahre durch Richard H. Tedford beschrieben. Ihr teils deutlicher Unterschied zu den heutigen Arten veranlasste J. Howard Hutchison im Jahr 1968 die Gattung in zwei Untergattungen aufzuteilen, von denen Scapanus die rezenten Formen enthält, Xeroscapheus dagegen nur fossile Angehörige einschließt. Weitere ausgestorbene Arten benannte Hutchison im Jahr 1987.

## Stammesgeschichte
Die Neuweltmaulwürfe verfügen über einen recht umfangreichen Fossilbericht mit zahlreichen Funden, die sich entsprechend den rezenten Vertretern auf die Alte und Neue Welt verteilen. Unter ihnen kann Scapanoscapter als einer der nächsten Verwandten der heutigen Westamerikanischen Maulwürfe angesehen werden. Dessen Typusmaterial stammt aus dem Red Basin im zentralen Osten des US-Bundesstaates Oregon und datiert in das Mittlere bis Obere Miozän vor etwa 16 bis 13 Millionen Jahren. Es umfasst Kiefer- und Gliedmaßenfragmente. Als urtümliches Merkmale weisen die Prämolaren des Unterkiefers noch zwei Wurzeln auf, insgesamt sind die Backenzähne eher niederkronig. Der zweite untere Schneidezahn ist zudem abweichend von den Westamerikanischen Maulwürfen nicht vergrößert. Mit 13 bis 10 Millionen Jahren etwa jünger datieren die ersten Nachweise eindeutiger Angehöriger der Westamerikanischen Maulwürfe. Hierbei erscheinen zuerst die Vertreter der Untergattung Xeroscapheus. So ist Scapanus schultzi mit dem Holotyp, einem Unterkiefer, und weiteren Resten aus der Ricardo-Formation im Kern County von Kalifornien belegt. Das Tier von der Größe des Pazifischen Maulwurfs besaß nur noch am letzten Vormahlzahn zwei Wurzeln. Ein vergleichbares Alter haben Funde der Art aus der Dove-Spring-Formation in der Mojave-Wüste von Kalifornien. Ein fraglicher Bezug zu Scapanus schultzi besteht bei einzelnen Fossilien aus der Juntura-Formation im zentral-östlichen Oregon. Die Art Scapanus proceridens wurde wiederum aus dem äußersten Nordwesten von Oregon anhand von Unterkieferfragmenten und Beinknochen beschrieben. Sie lebte im weiteren Verlauf des Oberen Miozän. Während sie in einigen Merkmalen noch mit Scapanus schultzi übereinstimmt, zeigen die Mahlzähne schon generell höhere Zahnkronen, ebenso wie der zweite Schneidezahn hypertrophiert ist. Die an den Gliedmaßenresten feststellbaren starken Längenkürzungen sind zudem als Ausdruck ausgeprägter Grabeigenschaften zu werten.
Alle weiteren Fossilreste werden der Untergattung Scapanus zugewiesen und gehören damit in die engere Verwandtschaft der heutigen Arten. Aus einem älteren Abschnitt der Glenns-Ferry-Formation im Twins Fall County in Idaho kam Scapanus hagermanensis zu Tage. Die Form erreichte ebenfalls die Größe des heutigen Pazifischen Maulwurfs. Überliefert ist sie über einen vorderen Unterkiefer und einzelne Vorderbeinknochen. Die Backenzähne sind deutlich niedriger als bei den rezenten Vertretern. Allerdings verweist das nicht geschlossene Trigonid des ersten unteren Molaren auf eine engere Verwandtschaft zur Scapanus orarius-Gruppe. Die Art gehört der Hagerman Fauna an, einer sehr artenreichen Säugetierassoziation aus dem Unteren Pliozän vor 4,2 bis 3,1 Millionen Jahren. Im frühen Unterpleistozän tritt Scapanus malatinus auf. Das umfangreiche Fundmaterial, bestehend aus Kiefer- und Schädelfragmenten sowie zahlreichen Elementen des Körperskeletts, lagerte in der Palm-Springs-Formation im San Diego County in Kalifornien. Der kleine Maulwurf steht dem Kalifornischen Maulwurf nahe, was das gedrückte und geschlossene Triginid der Unterkiefermolaren anzeigt, ebenso wie die engständige Zahnreihe. Nahezu zeitgleich ist der Kalifornische Maulwurf selbst belegbar, nachgewiesen über einen isolierten Mahlzahn und einen Oberarmknochen aus dem Alameda County in Kalifornien. Vor allem im Oberpleistozän ist die Art dann recht häufig dokumentiert, so unter anderem auch von der bedeutenden Fundstelle Rancho La Brea bei Los Angeles. Für alle anderen heutigen Arten sind Fossilfunde weitgehend unbekannt, lediglich ein einzelner Prämolar aus den oberen Abschnitten der Glenns-Ferry-Formation in Idaho könnte aufgrund seiner Größe auf den Townsend-Maulwurf verweisen. Er gehört dem frühesten Unterpleistozän an.

## Bedrohung und Schutz
Die IUCN listet sowohl den Townsend-Maulwurf als auch den Pazifischen Maulwurf und den Kalifornischen Maulwurf als in ihrem Bestand nicht gefährdet. Die Naturschutzorganisation begründet dies mit der jeweils weiten Verbreitung und dem recht häufigen Vorkommen der Arten. Der Baja-California-Maulwurf und Scapanus occultus werden von ihr nicht separat erfasst, sondern in den Kalifornischen Maulwurf eingegliedert. Erstgenannte Form ist allgemein selten.